# Milano Kaliber 9
Milano Kaliber 9 (Originaltitel: Milano calibro 9, dt. Alternativtitel: Mailand Kaliber 9) ist ein italienischer Kriminalfilm des Regisseurs Fernando Di Leo, der auch das Drehbuch schrieb. Der Film ist dem Subgenre des Poliziottesco zuzuordnen.
Der Film bildet den ersten Teil der sogenannten Milieu-Trilogie von Regisseur Di Leo, zu der neben Milano Kaliber 9 noch Der Mafia-Boß – Sie töten wie Schakale (1972) und Der Teufel führt Regie (1973) gehören.

## Handlung
Der Gangster Rocco Musco und ein Partner beaufsichtigen eine Lieferung von Schwarzgeld in Dollar, das von einigen Kurieren nach Mailand gebracht wird. Auf dem Weg von der Piazza del Duomo in die U-Bahn wird das Paket auf mysteriöse Weise während des Austauschs zwischen den verschiedenen Kurieren ausgetauscht und das Geld verschwindet. Die beiden, die letztlich für die Lieferung verantwortlich sind, verhören erfolglos die schuldlosen Kuriere, die, nachdem sie keine erschöpfenden Antworten geben können, zunächst schwer verprügelt und dann brutal ermordet werden.
Drei Jahre später wird Ugo Piazza aus dem Gefängnis von San Vittore entlassen: Er war einer der Kuriere, der seinerzeit der Rache entgangen war, weil er zwischenzeitlich wegen eines Raubüberfalls verhaftet worden war. Auf dem Weg aus dem Gefängnis erwarten ihn Rocco und seine Handlanger, die von dem als „der Amerikaner“ bekannten Mafiaboss (der davon überzeugt ist, dass Piazza selbst die Beute verschwinden ließ) beauftragt wurden, sich ihm zu nähern, um ihn zu „belasten“. Piazza streitet jede Verantwortung ab und wird, nachdem er schwer verprügelt wurde, seines Geldes und seiner Dokumente beraubt; Rocco rät ihm, die Sache mit dem Amerikaner zu klären, um weitere Probleme zu vermeiden.
Ugo geht mit geschwollenem Gesicht zur Polizeiwache und behauptet, er sei überfahren worden und habe seine Papiere verloren, und bittet um ein Duplikat. Dort muss er die Schikanen eines erfahrenen Kommissars ertragen, der den wahren Ablauf der Ereignisse errät. Da er ihn gut kennt, vermutet auch er, dass Piazza der Urheber des Diebstahls bei seinem Chef ist. Er warnt ihn daher vor dem großen Risiko, das er eingeht, und fordert ihn auf, bei der Verurteilung des Amerikaners mitzuwirken. Ugo streitet alle Anschuldigungen ab und beschafft sich schließlich ein Duplikat des Dokuments, damit er in einem bescheidenen Hotel unterkommen kann.
Noch am selben Abend suchen ihn die drei Schergen wieder auf, zerstören auf der Suche nach dem Geld die Möbel in seinem Zimmer und bringen Ugo in die Lage, Schadenersatz leisten zu müssen. Da er das Geld nicht hat, beschließt er, es sich von zwei alten Freunden zu leihen: von Don Vincenzo, einem alten, abgehalfterten Boss der örtlichen Mafia, und von seinem Patenkind Chino, einem erfahrenen Auftragskiller, der ihm das Geld leiht, sich aber weigert, seinen Freund vor dem Amerikaner zu schützen. Wieder einmal brechen Rocco und seine Kumpane in das Haus ein, aber Chino reagiert und schafft es nach einem kurzen Handgemenge, sich gegen die drei durchzusetzen und sie zu vertreiben.
Ugo beschließt daraufhin, sich mit dem Amerikaner zu treffen, der ihn zu einem Geständnis auffordert, wenn er auf Rache verzichtet, aber er streitet die Anschuldigungen weiterhin ab. Der Chef schlägt ihm daraufhin vor, wieder für ihn zu arbeiten, und zwar in Roccos Team, damit er seine Bewegungen und verdächtigen Bewegungen besser kontrollieren kann. Piazza wird außerdem ständig von der Polizei und von einer mysteriösen Person in einer roten Jacke verfolgt.
Abends geht Piazza in einen Nachtclub, in dem die Tänzerin Nelly, seine ehemalige Geliebte, arbeitet, und trifft dort auf alte Bekannte, darunter den Barkeeper und dessen Sohn Luca. Ugo verbringt die Nacht mit Nelly und vertraut ihr an, dass er das Geld nie genommen hat und dass er entschlossen ist, den wahren Schuldigen zu finden, denn nur wenn er beweist, dass er nichts mit dem Diebstahl zu tun hat, kann er endlich frei von der Rache der Unterwelt leben.
Auf dem Polizeirevier, wo der Handel mit dem Amerikaner untersucht wird, kommt es zu langen Diskussionen zwischen dem Kommissar und seinem Stellvertreter Mercuri: Ersterer ist ein Verfechter der Unausrottbarkeit von Kriminellen und bereit, sie mit allen Mitteln zu bekämpfen, während Letzterer sich mehr um soziale Fragen kümmert und davon überzeugt ist, dass selbst Gauner nur Figuren auf einem viel größeren Schachbrett sind.
In den folgenden Tagen verschwindet eine weitere große Geldsendung: Einer der Kuriere wird von dem Mann in der roten Jacke ermordet, der dann unbemerkt mit der Beute flieht. Der Amerikaner ist überzeugt, dass es Chino war, und beschließt, ihn von Roccos Team ausschalten zu lassen, darunter auch Ugo, der über das Ziel im Unklaren gelassen wird. Als das Attentat verübt wird, versucht er, es zu verhindern, aber Don Vincenzo wird trotzdem erschossen, während Chino entkommen kann. Aufgrund seines Verhaltens wird Ugo verdächtigt, auch an diesem Überfall beteiligt zu sein, und wird deshalb erneut verprügelt und verhört. Es gelingt ihm jedoch, den Amerikaner von seiner Unschuld und der Fremdheit Chinos zu überzeugen und stattdessen den Verdacht auf die anderen Handlanger der Bande zu lenken.
Der Boss lässt sich von Ugos Argumentation nicht beirren und beginnt an seinen Männern zu zweifeln. Am nächsten Tag schickt er Rocco zu Chinos Haus, um endlich ein klärendes Gespräch zu führen. Rocco findet jedoch niemanden vor und wartet vergeblich: Chino will in Wirklichkeit den Tod seines Paten rächen und ist auf dem Weg zur Villa des Amerikaners, um ein Massaker zu veranstalten, unterstützt von Ugo, der zunächst vorgab, auf der Seite des Chefs zu stehen. Chino rächt sich, wird aber schwer verwundet: Kurz bevor er stirbt, erkennt er plötzlich, was Ugo wirklich vorhat. Dieser, endlich von seinem Feind befreit, begibt sich zu einem verfallenen Haus auf dem Lande, um die drei Jahre zuvor gestohlenen 300.000 Dollar abzuholen. Auf dem Rückweg nach Mailand wird er von der Polizei aufgehalten, die in der Zwischenzeit das Massaker in der Villa entdeckt hat und ihn verdächtigt, etwas damit zu tun zu haben.
Ugo wird daraufhin gezwungen, auf die Polizeiwache zu gehen, wo er Rocco trifft, der ebenfalls aus demselben Grund angehalten wird. Piazza trägt immer die Tasche mit dem Geld bei sich, aber das erregt keine Aufmerksamkeit (außer die von Rocco); er wird nicht durchsucht. Der Kommissar, erfreut über die Beseitigung des Amerikaners und die Versetzung seines Kollegen Mercuri an einen anderen Ort, befragt oberflächlich einige Frauen, die zum Zeitpunkt des Massakers in der Villa anwesend waren, ob Piazza anwesend gewesen sei, doch diese entlasten ihn nach einem Nicken von Rocco. Auch Rocco hat Ugos Strategie durchschaut und bittet ihn vor seiner Entlassung, für ihn zu arbeiten, da er von seinem Plan fasziniert ist; Piazza zögert und antwortet, er werde über den Vorschlag nachdenken.
In Wirklichkeit hat Ugo bereits beschlossen, Mailand zu verlassen, und nachdem er Nelly angerufen hat, geht er zu ihrem Haus, um sie einzuladen, ihm nach Beirut zu folgen, wobei er ihr die Tasche mit den Dollars zeigt. Plötzlich taucht Luca auf und entpuppt sich als der geheimnisvolle Mann in der roten Jacke: Nelly ist seine Komplizin und stiftet ihn an, auf Ugo zu schießen, dem es trotz seiner tödlichen Verwundung gelingt, dem Mädchen einen heftigen Schlag zu versetzen, der sie offenbar tötet. Während Luca den mutmaßlichen Tod von Nelly betrauert, trifft auch Rocco ein, der Ugo nach seiner Entlassung aus dem Polizeirevier gefolgt war. Er sieht Piazzas Leiche, der feige in den Rücken geschossen wurde, und will, völlig desinteressiert an der Beute, den Mann rächen, für den er jetzt die größte Bewunderung hegt. In einem Wutanfall schlägt er Luca mehrmals den Kopf gegen ein Möbelstück und tötet ihn, bevor er von der Polizei, die am Tatort eingetroffen ist, festgenommen wird.

## Produktion
Die Dreharbeiten zum Film fanden in Mailand und Rom, sowohl im Freien als auch in den DEAR-Studios statt.

## Soundtrack
Der Soundtrack des Films stammt von Luis Bacalov, der die Musik verwendete, die er für die Progressive-Rock-Band Osanna komponierte. Der Film enthält auch das Lied Adagio aus dem Album Concerto grosso per i New Trolls der Gruppe New Trolls.

### Titelliste
1. Preludio
2. Tema
3. Variazione I (To Plinius)
4. Variazione II (My Mind Flies)
5. Variazione III (Shuum…)
6. Variazione IV (Tredicesimo cortile)
7. Variazione V (Dianalogo)
8. Variazione VI (Spunti)
9. Variazione VII (Posizione raggiunta)
10. Canzona

## Synchronisation
Die deutsche Synchronisation entstand 1972 bei der Hermes Synchron GmbH, Berlin.
| Rolle                 | Darsteller          | Synchronsprecher   |
| --------------------- | ------------------- | ------------------ |
| Ugo Piazza            | Gastone Moschin     | Wolfgang Hess      |
| Nelly Bordon          | Barbara Bouchet     | Brigitte Grothum   |
| Rocco Musco           | Mario Adorf         | Mario Adorf        |
| Polizeikommissar      | Frank Wolff         | Helmo Kindermann   |
| Vizekommissar Mercuri | Luigi Pistilli      | Edgar Ott          |
| Don Vincenzo          | Ivo Garrani         | Arnold Marquis     |
| Chino                 | Philippe Leroy      | Harald Juhnke      |
| Der Amerikaner        | Lionel Stander      | Fritz Tillmann     |
| Pasquale Tallarico    | Mario Novelli       | Norbert Langer     |
| Nicola                | Giuseppe Castellano | Klaus Sonnenschein |
| Hotelportier          | Fernando Cerulli    | Herbert Weißbach   |
| Polizist              | Giulio Baraghini    | Gerd Holtenau      |
| Alfredo Bertolon      | Ernesto Colli       | Wolfgang Draeger   |
| Barkeeper             | Ettore Geri         | Toni Herbert       |

## Hintergrund
- Der Titel des Films ist der einer Sammlung von Kurzgeschichten von Giorgio Scerbanenco. Milano Kaliber 9 war nach Note 7 – Die Jungen der Gewalt (1969) Fernando Di Leos zweiter Film nach einem Werk Scerbanencos. Laut dem Filmhistoriker Roberto Curti sah Di Leo Scerbanencos Werke als „bahnbrechend“ an und war der Meinung, dass sie eine ähnlich „düstere, desillusionierte“ Weltsicht vertraten. Er stellte fest, dass der Schriftsteller an dem „schrecklichen und doch bitter-ironischen Spiel von Erscheinungen, Zufällen und Doppelspielen, das die Geschichte zu ihrem unvermeidlichen Ende führt“, seine Freude gehabt hätte. Das Drehbuch basiert zwar auf Scerbanencos Kurzgeschichtensammlung Milano calibro 9 aus dem Jahr 1969, ist aber größtenteils ein Originalwerk, auch wenn es teilweise von drei Geschichten aus dem Buch beeinflusst wurde: Die Idee der Paketbombe und des Paketaustausches stammt aus Stazione centrale ammazzare subito, die Charaktereigenschaften von Ugo Piazza sind den Geschichten Vietato essere felici und La vendetta è il miglior perdono entnommen.[6]

- Der Arbeitstitel des Films lautete Da lunedì a lunedì, das Drehbuch sah vor, dass auf den Titelkarten die Uhrzeit und der Tag der jeweiligen Szene angegeben werden sollten. Cutter Amedeo Giomini verriet, dass diese Titelkarten zwar auf der Arbeitskopie des Films erschienen, aber nicht auf den Kinokopien verwendet wurden.[7]

- Frank Wolff, dessen vorletzten Film Milano Kaliber 9 darstellt, und Luigi Pistilli, die in den konkurrierenden Rollen eines konservativen und eines linksorientierten Polizisten zu sehen sind, gelangen zwei derart bemerkenswerte schauspielerische Leistungen, dass sich Regisseur Di Leo weigerte, ihre Szenen wesentlich zu kürzen, obwohl er sich der Tatsache bewusst war, dass die Nebenhandlung dadurch zeitweise sehr vordergründig geriet und die Aufmerksamkeit von der Haupthandlung ablenkte. Beide Schauspieler begingen später Suizid (Wolff sogar noch während der Dreharbeiten), bei beiden soll mangelnde künstlerische Anerkennung ein Grund dafür gewesen sein.

- In der englischen Fassung heißt „der Amerikaner“ The Mikado, Vize-Kommissar Mercuri trägt den Namen Fonzino.

- Die Go-Go-Tanzszenen von Vanessa Ferlito in Quentin Tarantinos Death Proof – Todsicher sind eine Hommage an diejenigen von Barbara Bouchet in Milano Kaliber 9.

## Veröffentlichung
Milano Kaliber 9 lief am 15. Februar 1972 in den italienischen Kinos an und spielte insgesamt 754.443.000 Lire ein. In der Bundesrepublik Deutschland war der Film erstmals am 10. August 1972 zu sehen.

## Kritik
„Hartes Unterweltsdrama aus dem Milieu der Mailänder Mafia. Handwerklich passabel, aber ohne soziologischen Hintergrund auf den Einzelfall hin inszeniert.“

## Verbindungen zu anderen Filmen
- Mit Diamanti sporchi di sangue, der 1978 gedreht wurde, griff Di Leo die Themen von Milano Kaliber 9 noch einmal auf und drehte eine Art Neuverfilmung, die in Rom spielt, so dass der Film zunächst den Titel Roma calibro 9 tragen sollte (später während der Produktion in Diamanti rossi di sangue und dann in seinen endgültigen Titel geändert). In diesem Film spielt Claudio Cassinelli die Rolle, die einst von Gastone Moschin gespielt wurde, während Martin Balsam die von Lionel Stander spielt. Ebenfalls mitwirkend ist Barbara Bouchet, die praktisch die gleiche Rolle wie in Milano Kaliber 9 spielt, ebenso wie Fernando Cerulli, der in Milano Kaliber 9 einen Hotelportier verkörpert und in Diamanti sporchi di sangue die Rolle des Mr. Philips darstellt.

- Der Film wurde in Kobe Bryants Nike-Italia-Werbekampagne mit dem Titel Milano Kalibro Kobe erwähnt und zeigte die italienischen Fußballnationalspieler Giampaolo Pazzini, Gennaro Gattuso, Alberto Aquilani, Claudio Marchisio und Marco Materazzi, den niederländischen Fußballspieler Wesley Sneijder und den italienischen NBA-Star Marco Belinelli in Parodien der Originalfiguren. Der Werbespot wurde von Enzo G. Castellari inszeniert, der wie Di Leo ein bekannter Regisseur von Poliziotteschi war.[9][10][11]

## Fortsetzung
2020 wurde Calibro 9 unter der Regie von Toni D’Angelo veröffentlicht. Die Hauptrolle spielt Marco Bocci als Fernando Piazza, der Sohn von Ugo Piazza und Nelly Bordon, die abermals von Barbara Bouchet dargestellt wird. Die Fortsetzung enthält zahlreiche Anspielungen auf Milano Kaliber 9.